# Campionato lussemburghese di calcio
Il campionato lussemburghese di calcio è organizzato dalla Federazione calcistica del Lussemburgo (FLF).
Il calcio è lo sport più popolare in Lussemburgo. In Lussemburgo il calcio è gestito dalla FLF, che è sia un membro FIFA sia un membro UEFA. Nello specifico la FLF gestisce le nazionali di calcio maschile, femminile e di calcio a 5 e, non essendoci professionismo, organizza direttamente le principali competizioni nazionali: la Division Nationale e la Coupe de Luxembourg. Nonostante il calcio sia così popolare, i club lussemburghesi raramente hanno superato il secondo turno di qualificazione della Champions League. Tuttavia, nel 2018 l'F91 Dudelange si è qualificata per la fase a gironi di Europa League.
| Livello | Divisione                                            |
| ------- | ---------------------------------------------------- |
| 1°      | Division Nationale 14 squadre                        |
| 2°      | Éirepromotioun 14 squadre                            |
| 3°      | Luxembourg 1. Division 28 squadre divise in 2 gironi |
| 4°      | Luxembourg 2. Division 28 squadre divise in 2 gironi |
| 5°      | Luxembourg 3. Division 20 squadre divise in 2 gironi |